# Filminstruktør
En filminstruktør er den person på filmholdet, der har det kunstneriske ansvar for produktionen af en film og dermed visualiseringen af filmmanuskriptet. Filminstruktøren orkestrerer filmens kreative og dramatiske aspekter og instruerer det tekniske filmhold og skuespillerne under indspilningen af filmen. Ud over at instruere handlingen foran kameraet, herunder skuespillet og dialogen, orkestrerer instruktøren også kameraindstillinger og -bevægelser, lyd, lyssætning og alle andre aspekter, der bidrager til filmens endelige audiovisuelle udtryk.
Inden for europæisk film er der tradition for, at filminstruktøren har stor kunstnerisk kontrol med filmen, mens mange instruktører i for eksempel Hollywood er underlagt og udvælges af producenten, der har det endelige ansvar overfor filmselskabet og beslutningskompetencen i spørgsmål om alt fra manuskriptet til den endelige klipning af filmen. 